# Swedish Touring Car Championship 2010

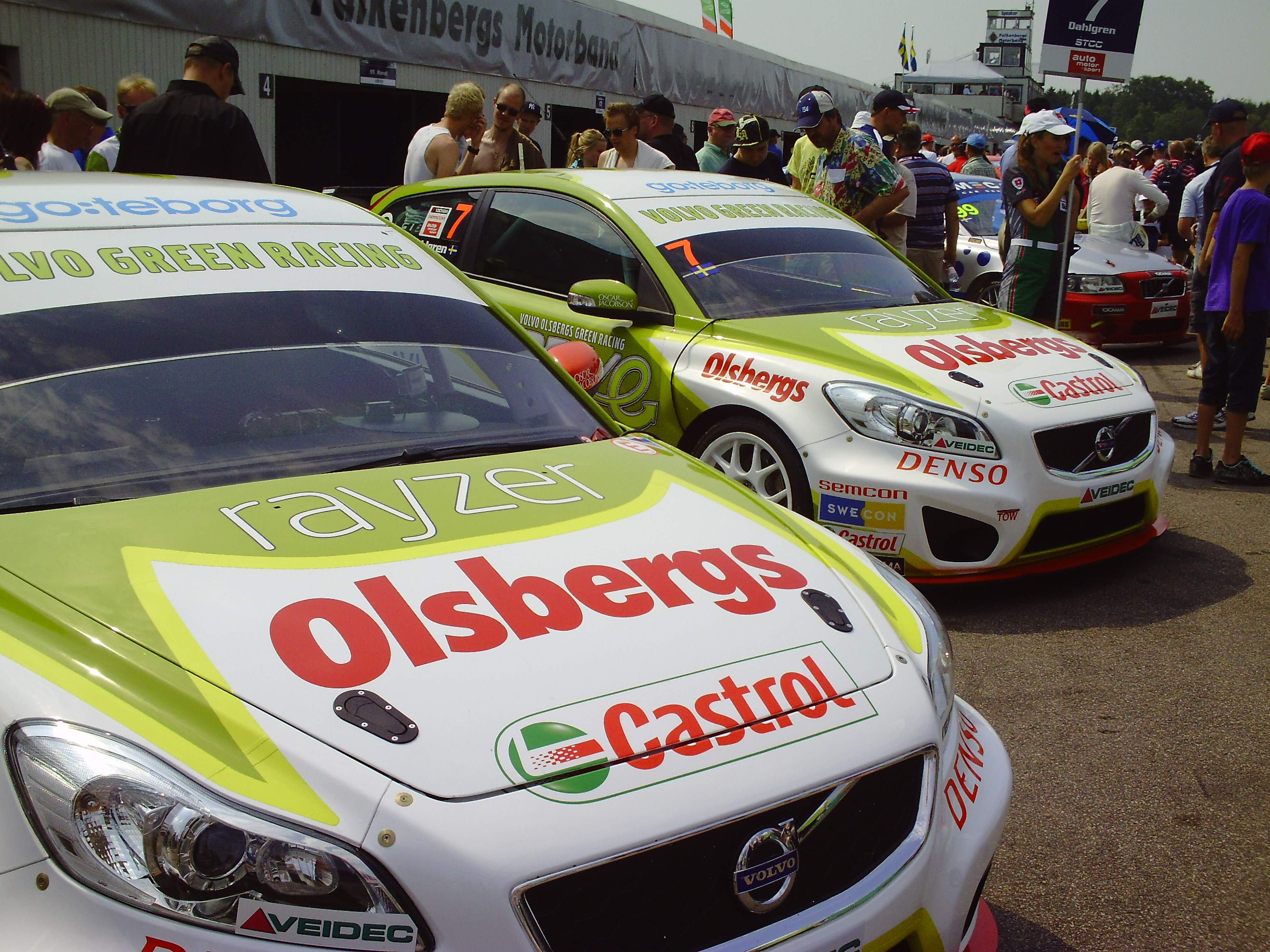
De regerande teammästarna från 2009, Polestar Racing, vann även detta år.

Swedish Touring Car Championship 2010 var den femtonde och sista säsongen av standardvagnsmästerskapet Swedish Touring Car Championship. Fyra av racehelgerna ingick i det nyskapade mästerskapet Scandinavian Touring Car Cup, som även kommer att ersätta Swedish Touring Car Championship och Danish Touringcar Championship till 2011. Efter en tuff kamp mellan Robert Dahlgren, Richard Göransson och Fredrik Ekblom, drog Göransson det längsta strået och säkrade mästerskapet i den allra sista deltävlingen, vilken avgjordes på Mantorp Park.

## Tävlingskalender
| Datum           | Bana                   | Segrare           | Team                        | Märke               |
| --------------- | ---------------------- | ----------------- | --------------------------- | ------------------- |
| 25 april        | Jyllands-Ringen*       | Tommy Rustad      | Polestar Racing             | Volvo C30           |
| 25 april        | Jyllands-Ringen*       | Robert Dahlgren   | Polestar Racing             | Volvo C30           |
| 7-8 maj         | Ring Knutstorp         | Richard Göransson | WestCoast Racing            | BMW 320si           |
| 7-8 maj         | Ring Knutstorp         | Mattias Andersson | MA:GP                       | Alfa Romeo 156 GTA  |
| 21-22 maj       | Karlskoga Motorstadion | Fredrik Ekblom    | Team Biogas.se              | Volkswagen Scirocco |
| 21-22 maj       | Karlskoga Motorstadion | Jan Nilsson       | Flash Engineering           | BMW 320si           |
| 4-5 juni        | Göteborg City Race*    | Robert Dahlgren   | Polestar Racing             | Volvo C30           |
| 4-5 juni        | Göteborg City Race*    | Richard Göransson | WestCoast Racing            | BMW 320si           |
| 9-10 juli       | Falkenbergs Motorbana  | Robert Dahlgren   | Polestar Racing             | Volvo C30           |
| 9-10 juli       | Falkenbergs Motorbana  | Tommy Rustad      | Polestar Racing             | Volvo C30           |
| 13-14 augusti   | Karlskoga Motorstadion | Fredrik Ekblom    | Team Biogas.se              | Volkswagen Scirocco |
| 13-14 augusti   | Karlskoga Motorstadion | Dick Sahlén       | Mattias Ekström Junior Team | SEAT León           |
| 4-5 september   | Jyllands-Ringen*       | Richard Göransson | WestCoast Racing            | BMW 320si           |
| 4-5 september   | Jyllands-Ringen*       | Thed Björk        | Flash Engineering           | BMW 320si           |
| 17-18 september | Ring Knutstorp*        | Fredrik Ekblom    | Team Biogas.se              | Volkswagen Scirocco |
| 17-18 september | Ring Knutstorp*        | Thed Björk        | Flash Engineering           | BMW 320si           |
| 1-2 oktober     | Mantorp Park           | Mattias Andersson | MA:GP                       | Alfa Romeo 156 GTA  |
| 1-2 oktober     | Mantorp Park           | Tommy Rustad      | Polestar Racing             | Volvo C30           |

* Racen ingick i Scandinavian Touring Car Cup 2010.

## Källor

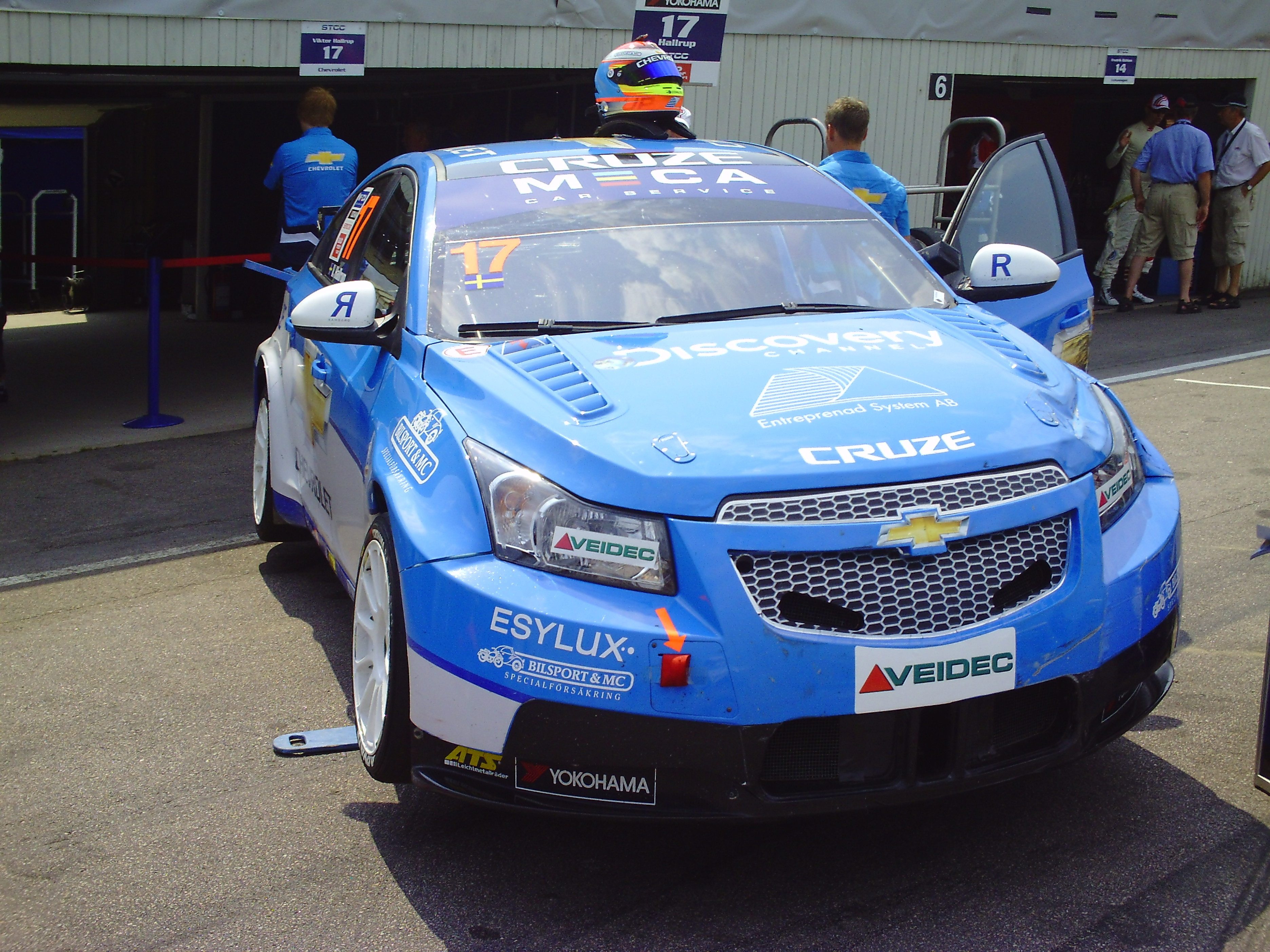
Viktor Hallrups Chevrolet Cruze kördes inte bara av honom själv, utan lånades även ut till Leonel Pernía och Vincent Radermecker i World Touring Car Championship.

## Team och förare

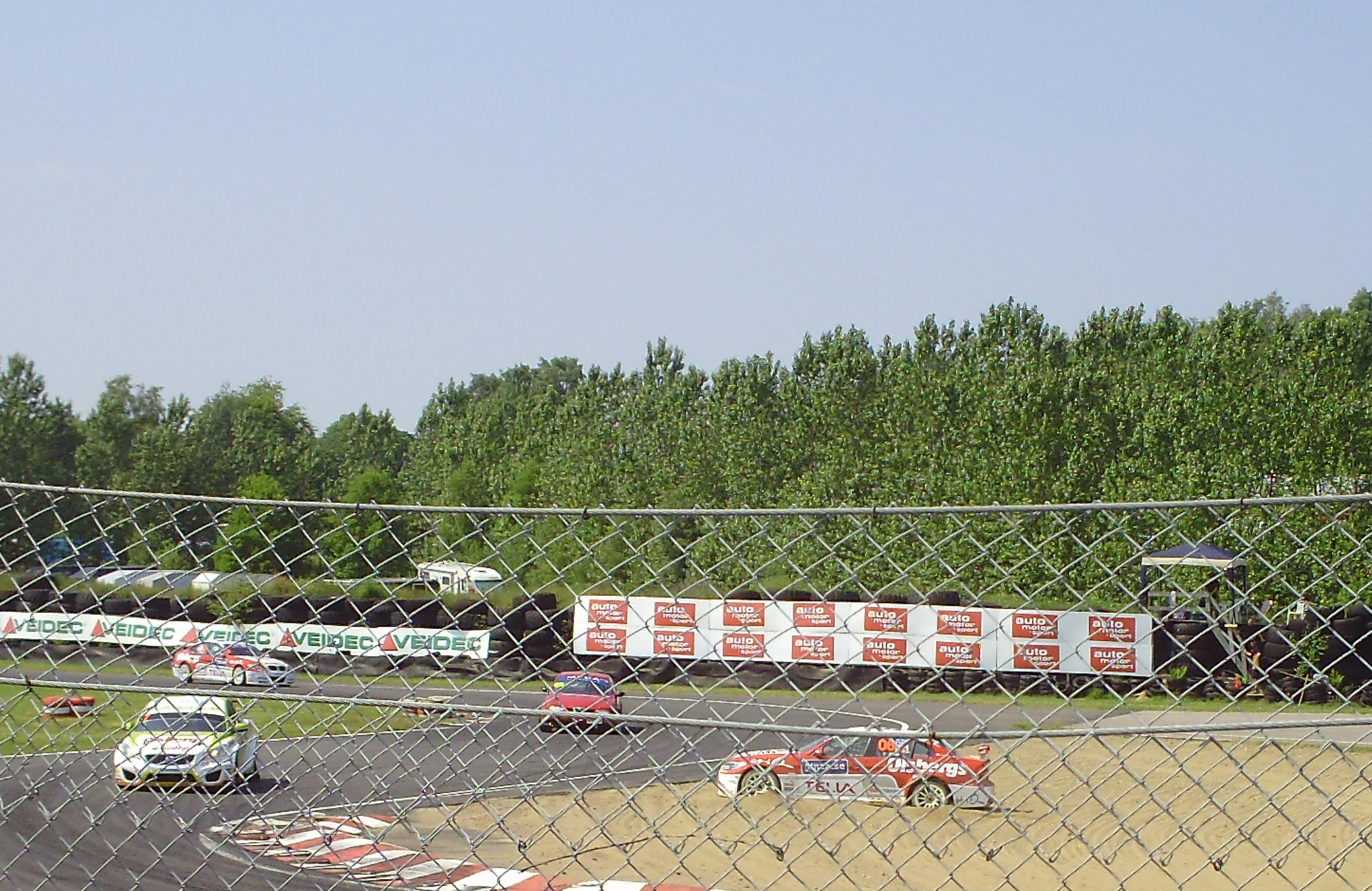
Jan "Flash" Nilsson var av banan på exakt samma ställe i chikanen på Falkenbergs Motorbana i båda racen. I det första fastnade han och kom inte loss, medan han kunde komma upp på banan igen och fortsätta i det andra.

| Bilmärke            | Team                                       | Nummer | Förare               |
| ------------------- | ------------------------------------------ | ------ | -------------------- |
| Volvo C30           | Polestar Racing                            | 1      | Tommy Rustad         |
| Volvo C30           | Polestar Racing                            | 7      | Robert Dahlgren      |
| BMW 320si           | Flash Engineering                          | 2      | Thed Björk           |
| BMW 320si           | Flash Engineering                          | 6      | Jan "Flash" Nilsson  |
| BMW 320si           | Flash Engineering (Privat)                 | 92     | Tobias Tegelby       |
| BMW 320si           | WestCoast Racing                           | 4      | Richard Göransson    |
| BMW 320si           | MA:GP/IPS                                  | 21     | Johan Stureson       |
| BMW 320si           | Ebbesson Motorsport (Privat)               | 96     | Andreas Ebbesson     |
| BMW 320i E46        | BMS Event (Privat)                         | 97     | Joakim Ahlberg       |
| Chevrolet Cruze     | Chevrolet Motorsport Sweden                | 11     | Viktor Hallrup       |
| Opel Astra          | Huggare Racing                             | 12     | Viktor Huggare       |
| Volkswagen Scirocco | Team Biogas.se (Kristoffersson Motorsport) | 14     | Fredrik Ekblom       |
| Volkswagen Scirocco | Team Biogas.se (Kristoffersson Motorsport) | 15     | Patrik Olsson        |
| Volkswagen Scirocco | Team Biogas.se (Kristoffersson Motorsport) | 41     | Johan Kristoffersson |
| Alfa Romeo 156      | MA:GP/IPS                                  | 20     | Mattias Andersson    |
| Alfa Romeo 156      | Appelqvist Racing (Privat)                 | 88     | Robin Appelqvist     |
| Alfa Romeo 156      | MECA (Privat)                              | 89     | Claes Hoffsten       |
| Volvo S60           | Mälarpower Motorsport (Privat)             | 99     | Ronnie Brandt        |
| SEAT León           | Mattias Ekström Junior Team                | 10     | Roger Eriksson       |
| SEAT León           | Mattias Ekström Junior Team                | 29     | Dick Sahlén          |
| Mercedes            | G-REX Sweden                               | 91     | Tony Johansson       |

## Slutställning

### Förarmästerskapet

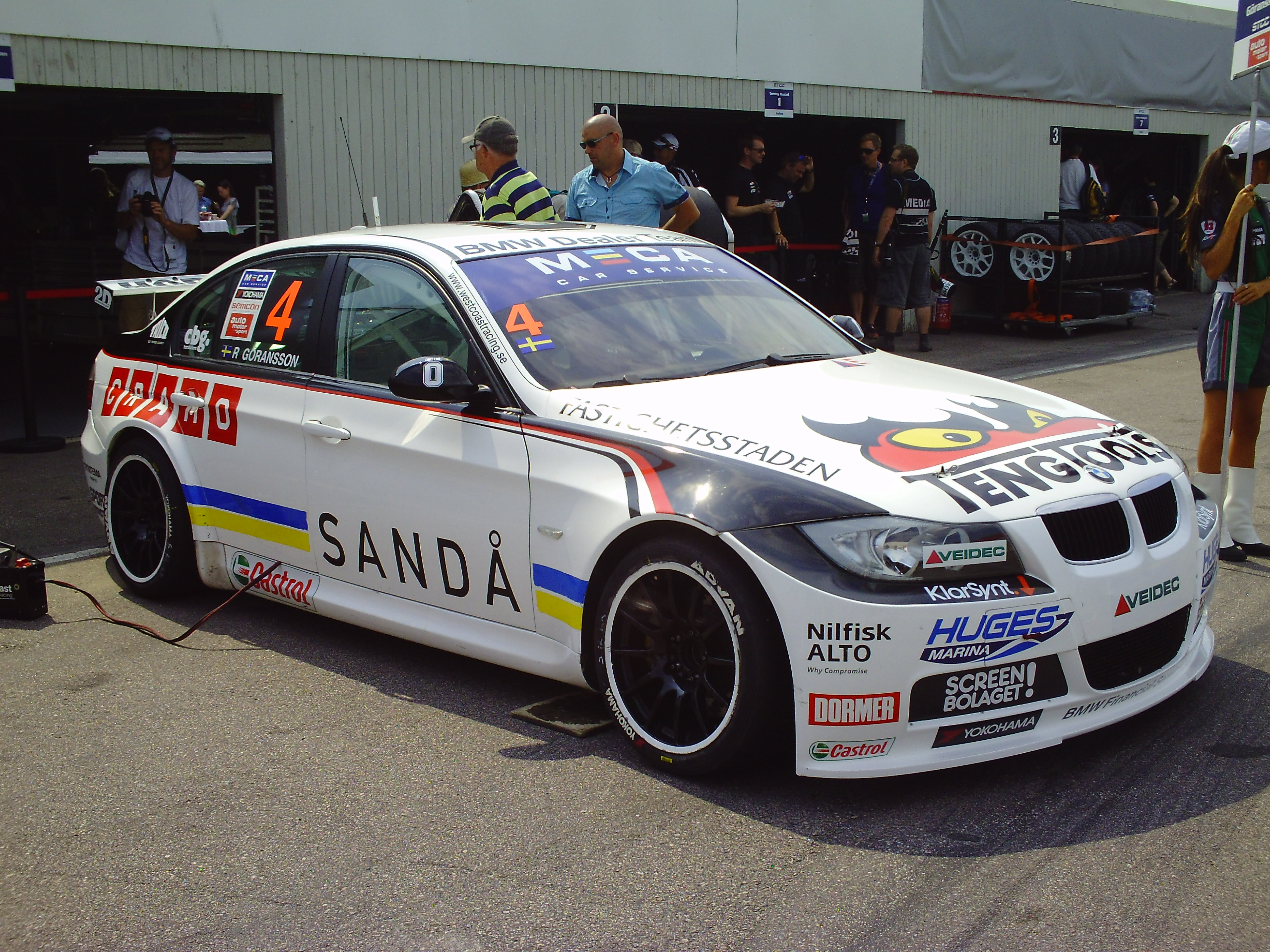
Richard Göransson vann förarmästerskapet.

| Pos. | Förare               | JYL | JYL | KNU | KNU | KAR | KAR | GÖT | GÖT | FAL | FAL | KAR | KAR | JYL | JYL | KNU | KNU | MAN | MAN | Poäng |
| ---- | -------------------- | --- | --- | --- | --- | --- | --- | --- | --- | --- | --- | --- | --- | --- | --- | --- | --- | --- | --- | ----- |
| 1    | Richard Göransson    | 2   | 7   | 1   | 3   | 6   | 3   | 5   | 1   | 3   | 2   | 5   | 4   | 1   | 2   | 11  | 8   | 4   | 3   | 251   |
| 2    | Robert Dahlgren      | 3   | 1   | 2   | 2   | 2   | 8   | 1   | 5   | 1   | Ret | 4   | Ret | 2   | 3   | 2   | 6   | 2   | 9   | 249   |
| 3    | Fredrik Ekblom       | 5   | 9   | 4   | 5   | 1   | 6   | 3   | 3   | 4   | 4   | 1   | 5   | 5   | 5   | 1   | 5   | 3   | 8   | 230   |
| 4    | Mattias Andersson    | 11  | 5   | 8   | 1   | 4   | 5   | 2   | Ret | 6   | 6   | 6   | 2   | 6   | Ret | 4   | 3   | 1   | Ret | 181   |
| 5    | Thed Björk           | 8   | 4   | 10  | 4   | 15  | 4   | DNS | 16  | 2   | 5   | 3   | 3   | 4   | 1   | 6   | 1   | 13  | 5   | 179   |
| 6    | Patrik Olsson        | 9   | 3   | 3   | 7   | 5   | 7   | 8   | 2   | 14  | 8   | 2   | 6   | 9   | 6   | 7   | 2   | 5   | 6   | 162   |
| 7    | Tommy Rustad         | 1   | Ret | Ret | DNS | 9   | 10  | 12  | 12  | 8   | 1   | 10  | 9   | 3   | 4   | 3   | 7   | 6   | 1   | 143   |
| 8    | Dick Sahlén          | 7   | 6   | 5   | 8   | 8   | 2   | 4   | 4   | 5   | 3   | 8   | 1   | 10  | 10  | 9   | 10  | Ret | DNS | 133   |
| 9    | Jan "Flash" Nilsson  | 10  | Ret | 12  | 10  | 3   | 1   | Ret | 9   | Ret | 7   | Ret | 10  | 8   | Ret | Ret | 15  | 8   | 4   | 73    |
| 10   | Johan Stureson       | 4   | 2   | DNS | 6   | 7   | 9   | Ret | 7   | 9   | 9   | 9   | 8   | Ret | 12  | 8   | 9   | 11  | 10  | 69    |
| 11   | Viktor Hallrup       | 13  | 10  | 6   | 9   |     |     | 9   | 6   | 7   | Ret | 7   | Ret | Ret | 7   | Ret | 14  | 7   | 2   | 67    |
| 12   | Roger Eriksson       | 6   | 8   | 7   | Ret | 10  | 12  | Ret | 10  | 10  | Ret | 11  | 7   | 7   | 11  | 5   | 4   | 10  | 6   | 65    |
| 13   | Andreas Ebbesson     | 12  | 11  | 13  | Ret | 13  | 11  | 11  | 11  | Ret | 10  | 12  | 11  |     |     | 15  | 11  | 9   | DNS | 8     |
| 14   | Joakim Ahlberg       |     |     | 11  | 12  | 14  | 13  | 13  | 13  | 12  | 11  | 14  | 14  | 17  | 14  | DNS | Ret | 14  | 13  | 5     |
| 15   | Johan Kristoffersson |     |     |     |     |     |     |     |     |     |     |     |     | 15  | 15  | 10  | 13  | 15  | 11  | 3     |
| 16   | Claes Hoffsten       |     |     | 9   | 11  | 12  | 14  |     |     | Ret | Ret | Ret | DNS |     |     | 12  | 14  | DNS | DNS | 2     |
| 17   | Viktor Huggare       |     |     | DNS | DNS | 11  | 15  | DNS | DNS | 11  | Ret | 13  | 12  |     |     | 13  | DNS | Ret | DNS | 0     |
| 18   | Tobias Tegelby       |     |     |     |     |     |     |     |     |     |     | 15  | 13  |     |     | 12  | 16  | 12  | 12  | 0     |
| 19   | Robin Appelqvist     | 14  | 12  | Ret | DNS | Ret | 16  |     |     | 13  | Ret | DNS | DNS |     |     |     |     | Ret | Ret | 0     |
|      | Tony Johansson       |     |     |     |     |     |     |     |     |     |     |     |     |     |     | Ret | Ret | Ret | DNS | 0     |
|      | Ronnie Brandt        |     |     |     |     |     |     |     |     | Ret | DNS |     |     |     |     |     |     |     |     | 0     |

| Färg   | Tecken                 | Betydelse              |
| ------ | ---------------------- | ---------------------- |
| Guld   | 1                      | Segrare                |
| Silver | 2                      | Tvåa                   |
| Brons  | 3                      | Trea                   |
| Grön   | Placering (med poäng)  | Placering (med poäng)  |
| Blå    | Placering (utan poäng) | Placering (utan poäng) |
| Blå    | NC                     | Ej klassificerad       |
| Lila   | DNF                    | Avslutade ej           |
| Lila   | RET                    | Avbröt tävlingen       |
| Röd    | DNQ                    | Ej kvalificerad        |
| Röd    | DNPQ                   | Ej för-kvalificerad    |
| Röd    | DNA                    | Icke närvarande        |
| Svart  | DSQ                    | Diskvalificerad        |
| Vit    | DNS                    | Startade ej            |
| Vit    | WD                     | Drog sig ur            |
| Vit    | C                      | Racet inställt         |
| Blank  | DE                     | Deltog ej              |
| Blank  | EX                     | Utesluten              |

### Teammästerskapet
| Pos. | Team                        | Poäng | Prispengar |
| ---- | --------------------------- | ----- | ---------- |
| 1    | Polestar Racing             | 395   | 400 000 kr |
| 2    | Team Biogas.se              | 392   | 400 000 kr |
| 3    | Flash Engineering           | 254   | 100 000 kr |
| 4    | WestCoast Racing            | 252   |            |
| 5    | MA:GP / IPS Motorsport      | 252   |            |
| 6    | Mattias Ekström Junior Team | 204   |            |
| 7    | Chevrolet Motorsport Sweden | 67    |            |
| 8    | Huggare Racing              | 0     |            |

### Semcon Cup (privatförarcupen)
| Pos. | Förare           | Poäng |
| ---- | ---------------- | ----- |
| 1    | Andreas Ebbesson | 298   |
| 2    | Joakim Ahlberg   | 264   |
| 3    | Claes Hoffsten   | 126   |
| 4    | Tobias Tegelby   | 116   |
| 5    | Robin Appelqvist | 66    |
| 6    | Ronnie Brandt    | 0     |